# El Idrissia
El Idrissia är en ort i Algeriet.   Den ligger i provinsen Djelfa, i den norra delen av landet, 260 km söder om huvudstaden Alger. El Idrissia ligger 1 070 meter över havet och antalet invånare är 38 714.
Terrängen runt El Idrissia är huvudsakligen platt, men åt nordost är den kuperad. Runt El Idrissia är det ganska glesbefolkat, med 31 invånare per kvadratkilometer. Omgivningarna runt El Idrissia är i huvudsak ett öppet busklandskap.